# Eucryphia jinksii
Eucryphia jinksii är en tvåhjärtbladig växtart som beskrevs av P.I. Forster. Eucryphia jinksii ingår i släktet Eucryphia och familjen Cunoniaceae. Inga underarter finns listade i Catalogue of Life.